# روجر فينتون
روجر فينتون (28 مارس 1819- 8 أغسطس 1869) هو مصور بريطاني عرف بأنه أحد أوائل مصوري الحرب.